# Polygireulima rutila
Polygireulima rutila är en snäckart som först beskrevs av Carpenter 1866.  Polygireulima rutila ingår i släktet Polygireulima och familjen Eulimidae. Inga underarter finns listade i Catalogue of Life.